# 曽和まどか
曽和 まどか（そわ まどか）は、日本の女性声優。プロダクション・エース演技研究所出身。 

## 人物
小学生代は自身が演じた内海ゆきなのようなふわふわした癒し系とは対照的な活発な女の子であったため『宮河家の空腹』の収録時は苦労したという。また、台本をスタッフから渡された後、ゆきなの第一声を「遠くで声をかける」イメージで行っていたが、後になって近くから声をかけるイメージであることを知り、共演した声優との掛け合いが上手くいかず悪戦苦闘したという

## 出演
太字はメインキャラクター。

### テレビアニメ
2013年
- 宮河家の空腹（内海 ゆきな）
- 勇者になれなかった俺はしぶしぶ就職を決意しました。（ノヴァ・ルミナス）

### ドラマCD
2013年
- 宮河家の空腹 ヒャダインこと前山田健一が作曲したサウンドトラック シリーズ構成の待田堂子による新規撮り下ろしオリジナルドラマ 未放送のラジオ特別版を収録したCD（内海ゆきな）

### ラジオ
※はインターネット配信。
- 勇者になれなかった俺たちはしぶしぶラジオを始めました。略して、「しぶラジ」（2013年 - 2014年、ランティスウェブラジオ※）パーソナリティ[5]

## ディスコグラフィ

### キャラクターソング
| 発売日   | 商品名 | 歌                                                                               | 楽曲                                               | 備考                                                                     |
| 2013年   | 2013年 | 2013年                                                                           | 2013年                                             | 2013年                                                                   |
| -------- | --- | -------------------------------------------------------------------------------- | -------------------------------------------------- | ------------------------------------------------------------------------ |
| 11月27日 | TVアニメ『勇者になれなかった俺は しぶしぶ就職を決意しました。』キャラクターソング エキストラレボリューション | KANBAN娘。                                                                       | 「エキストラレボリューション（キャラバージョン）」 | テレビアニメ『勇者になれなかった俺はしぶしぶ就職を決意しました。』関連曲 |
| 11月27日 | TVアニメ『勇者になれなかった俺は しぶしぶ就職を決意しました。』キャラクターソング エキストラレボリューション | ラウル（河本啓佑）、セアラ（島形麻衣奈）、ノヴァ（曽和まどか）、ロア（宝木久美） | 「レオン王都店へようこそ!」                        | ラジオ『しぶラジ 駄菓子屋編』オープニングテーマ                          |

### ユニットメンバー
1. ↑  フィノ（田所あずさ）、セアラ（島形麻衣奈）、ノヴァ（曽和まどか）、エルザ（新田恵海）、ラム（山田奈都美）、ロア（宝木久美）、アイリ（岩崎可苗）